# Vellone
Il Vellone è un torrente che bagna la città di Varese. Nasce nel Parco Regionale Campo dei Fiori, presso il monte Pizzella, nel massiccio del Campo dei Fiori di Varese, a nord di Santa Maria del Monte.

Il corso d'acqua ha origine da una serie di fonti di origine carsica, la principale delle quali è la Fonte del Ceppo. Il torrente scorre poi in una stretta valle e, a sud della stazione di partenza della funicolare che conduce a Santa Maria del Monte, forma le "marmitte dei giganti", uno dei monumenti naturali del Parco Campo dei Fiori. Successivamente lambisce Velate e Avigno, poi da Masnago inizia a scorrere sotto il livello stradale. Così nascosto attraversa il centro di Varese. Il Vellone ritorna all'aperto nei pressi di Belforte, dopo aver lambito questa frazione di Varese, il corso d'acqua scende nella Valle Olona, dove confluisce nel fiume Olona. Il Vellone è, insieme al Rile-Tenore, il maggior affluente di destra dell'Olona.
Pare che anticamente il Vellone confluisse nel Lago di Varese dopo essersi unito al torrente Valle Luna. Fu in periodo romano che il corso d'acqua fu deviato all'altezza di Masnago, per garantire l'approvvigionamento idrico al borgo di Varese, e quindi condotto ad immettersi nel fiume Olona. Successivamente per difendere il centro abitato dalle piene, il Vellone fu diviso in due rami. Nel corso del XX secolo il torrente fu canalizzato e tombinato sotto il livello stradale, si realizzarono inoltre due scolmatori di piena che attraversano Varese a monte e a valle del centro storico.
Fra il 1895 e il 1953 nella valle del Vellone era attivo un collegamento integrato con le funicolari del Sacro Monte e del Campo dei Fiori costituito dalla tranvia Varese-Prima Cappella-Vellone, che faceva parte della rete tranviaria di Varese.